# Broekkantkapel

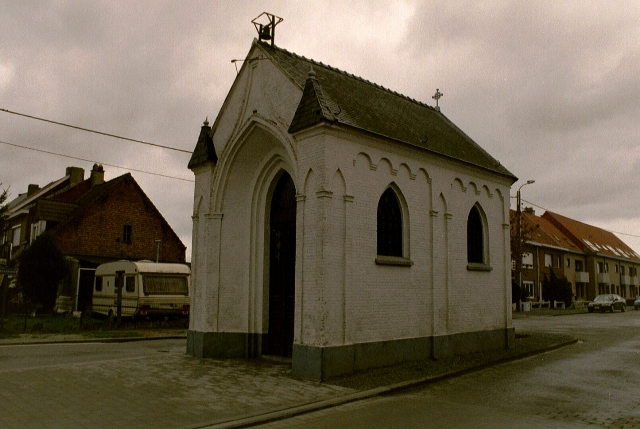
Broekkantkapel

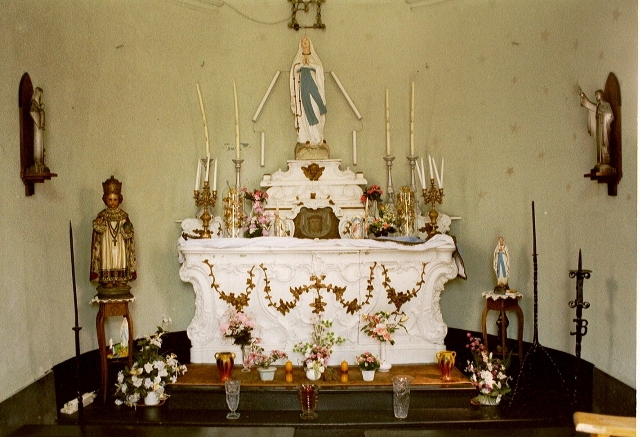
Altaar

De Broekkantkapel is een kapel in detot de Oost-Vlaamse gemeente Dendermonde behorende plaats Baasrode, gelegen aan de Baasrodestraat.

## Geschiedenis
Een legende verhaalt dat Onze-Lieve-Vrouw van Smarten in 1713 verschenen is aan een voorbijganger, waarop deze op deze plaats een houten kapelletje aan een boom bevestigde. Een definitieve kapel kwam hier in 1721-1722, maar deze werd in 1757 al door een grotere vervangen die als Broeck Cauter Cappel bekend stond. Omstreeks 1860 werd de kapel gesloopt en door een nieuwe vervangen, maar een gevelsteen met het jaartal 1757 bleef behouden. In 1757 zou ook de Broederschap van de Nood Gods opgericht zijn.
De kapel, oorspronkelijk gewijd aan Onze-Lieve-Vrouw van Smarten, is later aan Onze-Lieve-Vrouw van Lourdes gewijd.

## Gebouw
Het betreft een neogotische kapel op rechthoekige plattegrond met driezijdige koorsluiting. Boven de voorgevel bevindt zich een klokje.
Het interieur wordt overkluisd door een tongewelf. Het witgeschilderd houten altaar is in rococostijl. Het is vermoedelijk uit de kapel van 1757 afkomstig.